# Guzmania calamifolia
Guzmania calamifolia là một loài thực vật có hoa trong họ Bromeliaceae. Loài này được André ex Mez mô tả khoa học đầu tiên năm 1896.